# Stilla natt (film)
Stilla natt är en svensk kortfilm från 2006 som är regisserad av Amanda Adolfsson. Filmen vann priset 1 km Film Award vid Stockholms filmfestival 2006.

## Rollförteckning
- Lina Englund - Maja
- Hassan Jafari - Jamal
- Ing-Marie Carlsson - Anita
- Björn Granath - Stig